# Đông phương học
Đông phương học là ngành của khoa học xã hội với mục tiêu nghiên cứu con người và xã hội phương Đông. Theo cách hiểu của môn này thì phương Đông gồm các nước như Nhật Bản, Hàn Quốc, Triều Tiên, Trung Quốc, Việt Nam, Ấn Độ hay cả Úc hoặc Đông Nam Á nói chung.
Về lịch sử ngành này được những thương nhân và nhà truyền giáo châu Âu khi sang châu Á lập ra nhằm nghiên cứu nền văn hóa, phong tục tập quán của những nước ở phương Đông. Vì vậy tuy về mặt địa lý, Ấn Độ không nằm ở Đông Á nhưng vẫn được nghiên cứu trong ngành này.
Ngành này là một ngành lớn với những ngành học con như Nhật Bản học, Trung Quốc học, Đông Nam Á học, Úc học, Hàn Quốc học, Ấn Độ học và Việt Nam học. Do đó để có thể nghiên cứu được những ngành con thì điều quan trọng người nghiên cứu phải nắm vũng được ngôn ngữ chính thức được sử dụng tại từng quốc gia rồi sau đó mới có thể tìm hiểu được lịch sử, địa lý, văn hóa, kinh tế, chính trị tại những nước này, cũng như mối quan hệ lịch sử giữa các nền văn hóa phương Đông.